# Нымм, Карл-Ромет
Карл-Ромет Нымм (эст. Karl-Romet Nõmm; 4 января 1998, волость Пярсти, Вильяндимаа) — эстонский футболист, вратарь. Выступал за сборную Эстонии.

## Биография
Воспитанник клуба «Тулевик» (Вильянди), тренеры — Мати Юриссон, Райт Оя, Айко Оргла. Дебютировал за основную команду своего клуба в 15-летнем возрасте, в 2013 году, когда «Тулевик» выступал в первой лиге Эстонии. В 2014 году стал основным вратарём своего клуба, сыграв за сезон 30 матчей, а «Тулевик» получил право на выход в высшую лигу, несмотря на то, что занял только пятое место. 7 марта 2015 года футболист дебютировал в высшем дивизионе Эстонии в матче против «Флоры» (0:3). По итогам сезона 2015 года со своим клубом покинул высшую лигу, а в 2016 году стал победителем первой лиги и вернулся обратно. Всего в «Тулевике» провёл восемь сезонов, сыграв за это время 177 матчей в чемпионатах Эстонии (из них 123 — в высшем дивизионе). В конце 2015 года был на просмотре в норвежском клубе «Мольде», в 2016 году — в польской «Висле» (Краков).
В 2021 году перешёл в таллинскую «Флору». В первом сезоне сыграл только 4 матча в чемпионате и один матч в Кубке Эстонии (полуфинал против «Транса») и стал со своим клубом серебряным призёром чемпионата и финалистом Кубка страны. В 2022 году был основным вратарём клуба, сыграв 29 матчей и став чемпионом Эстонии, также в этом году провёл свои первые матчи в еврокубках.
В начале 2023 года подписал контракт на полтора года с клубом высшего дивизиона Польши «Сандецья». В весенней части сезона 2023/24 провёл 10 матчей, а его клуб финишировал последним и вылетел из элиты, после чего вратарь покинул команду. В начале 2024 года игрок вернулся в Эстонию и присоединился к клубу первой лиги «Виймси».
Выступал за сборные Эстонии младших возрастов. 12 января 2023 года дебютировал в национальной сборной в матче против Финляндии (1:0), заменив в перерыве Марко Меэритса.

## Достижения
- Чемпион Эстонии: 2022
- Серебряный призёр чемпионата Эстонии: 2021
- Финалист Кубка Эстонии: 2020/21
- Обладатель Суперкубка Эстонии: 2021 (не играл)